# Урекешть (Горж)
Урекешть, Урекешті (рум. Urechești) — село у повіті Горж в Румунії. Входить до складу комуни Дрегуцешть.
Село розташоване на відстані 230 км на захід від Бухареста, 8 км на південь від Тиргу-Жіу, 82 км на північний захід від Крайови.

## Населення
За даними перепису населення 2002 року у селі проживали 945 осіб, усі — румуни. Усі жителі села рідною мовою назвали румунську.